# Poggio-Marinaccio
Poggio-Marinaccio (en cors U Poghju è Marinacciu) és un municipi francès, situat a la regió de Còrsega, al departament d'Alta Còrsega. L'any 1999 tenia 16 habitants.

## Demografia
| 1962 | 1968 | 1975 | 1982 | 1990 | 1999 |
| ---- | ---- | ---- | ---- | ---- | ---- |
| 33   | 44   | 38   | 31   | 22   | 16   |

## Administració
| Període   | Identitat           | Partit | Qualitat |  |
| --------- | ------------------- | ------ | -------- |  |
| 2001-2008 | Augustin Pasqualini |        |          |  |
| 2008      | Pierre Orsini       |        |          |  |